# Mniejszość Niemiecka
Mniejszość Niemiecka ("Duitse Minderheid") is de naam van een kiescomité dat in Polen de Duitse minderheid in het nationale parlement en in het provinciale parlement van de woiwodschap Opole vertegenwoordigt. De achterliggende organisatie is het Sociaal-Cultureel Genootschap van Duitsers in Midden-Silezië (Towarzystwo Społeczno-Kulturalne Niemców na Śląsku Opolskim). Aangezien het comité een nationale minderheid vertegenwoordigt, is het vrijgesteld van de sinds 1993 geldende kiesdrempel van 5%. Als gevolg daarvan is het kiescomité sinds 1991 ononderbroken aanwezig geweest in de Sejm en in de jaren 1991-1997 ook in de Senaat, al laten de verkiezingsresultaten wel een dalende lijn zien.
| Verkiezingen | Aantal stemmen | Percentage | Zetels Sejm (totaal 460) | Zetels Senaat (totaal 100) |
| ------------ | -------------- | ---------- | ------------------------ | -------------------------- |
| 1991         | 132.059        | 1,18%      | 7                        | 1                          |
| 1993         | 60.770         | 0,44%      | 3                        | 1                          |
| 1997         | 51.027         | 0,39%      | 2                        | 0                          |
| 2001         | 47.230         | 0,36%      | 2                        | 0                          |
| 2005         | 34.469         | 0,29%      | 2                        | 0                          |
| 2007         | 32.462         | 0,20%      | 1                        | 0                          |
| 2011         | 28.014         | 0,19%      | 1                        | 0                          |
| 2015         | 27.530         | 0,18%      | 1                        | 0                          |